# ウルフガイ
『ウルフガイ』は、獣人伝承を題材としたSF作品である。原作平井和正、作画坂口尚による漫画連載ののち、原作者平井によるノベライズが『狼の紋章』『狼の怨歌』のタイトルで出版、続編の小説がシリーズ化され「ウルフガイ・シリーズ」と称された。
「ウルフガイ」は平井和正による人狼テーマの作品群（犬神明という名の主人公が登場する）の総称でもあるが、本項では前述の漫画作品および小説シリーズについて述べる。本作はアダルト・ウルフガイ・シリーズと区別するため、少年ウルフガイ、ヤング・ウルフガイと呼ばれることもある。

## ストーリー
私立中学校・博徳学園への転校生・犬神明（いぬがみ あきら）は、満月が近づくと不死の力を発揮する人狼だった。その力を狙い、各国の諜報組織が次々と襲い来る。

## 漫画
ウルフガイ（オリジナル）
作画：坂口尚
『週刊ぼくらマガジン』（講談社）に1970年43号から1971年23号まで連載。同誌の休刊により中断。
奇想天外社より、愛蔵・復刻版として全2巻が刊行された（絶版）。第1巻は1970年43号から52号掲載分まで、第2巻は1970年52号から1971年9号掲載分まで。『狼の紋章』として小説化された部分のみが復刻されているが、連載は『狼の怨歌』のラストまで描かれている。
連載にあたっては、編集長（当時）の内田勝が、「『悪徳学園』の時から主人公としてマークしていた」と回想している。
2011年7月にマンガショップより、上記未収録部分も収録した復刻版単行本『ウルフガイ‐THE ORIGIN‐』（全2巻）が刊行された。
原作は小説形式である。第1回分が公表されている。

ウルフガイ（リメイク）
脚本：田畑由秋、作監：余湖裕輝、作画：泉谷あゆみ
『ヤングチャンピオン』（秋田書店）2007年6号から2012年5号まで連載された。現代風にリメイクされているが、より過激な暴力描写が展開されている。

なお、かどたひろしの『Wolf Guy』はアダルト・ウルフガイ・シリーズの漫画化作品である。

## 小説

### ウルフガイ・シリーズ
最初の漫画作品の原作（小説スタイルで書かれた）をベースにした小説。『狼の紋章』（1971年）、『狼の怨歌』（1972年）までは漫画版にも描かれたが、『狼のレクイエム 第1部』（1974年 - 1975年、冒頭部分のみ『SFマガジン』に短期間連載）以降は小説オリジナルのストーリーである。『黄金の少女』（狼のレクイエム 第3部）は、『SFアドベンチャー』（冒頭部は同誌増刊『平井和正の幻魔宇宙4』掲載）に連載された（1984年 - 1986年）。『犬神明』全10巻（1994年 - 1995年）で全シリーズが完結した。
ハヤカワSF文庫版第1巻『狼の紋章』は日本初の書き下ろし文庫本である。大森望の調べでは幾瀬勝彬が春陽文庫から1971年に出版した『死を呼ぶクイズ』が最初で『狼の紋章』は2番目とのこと。
平井の担当編集者であり長年の友人であり、『SFマガジン』編集長であった森優はハヤカワSF文庫を企画・創刊するが、その際に『狼男だよ』の文庫版を早川SF文庫から出すことを望み、平井に連絡を取った。すると平井からは執筆したものの未発表の別のウルフ・ガイ物があると『狼の紋章』の原稿が渡された。
ハヤカワSF文庫版
1. 狼の紋章（エンブレム）
2. 狼の怨歌

早川書房版（ハードカバー愛蔵版）
- 狼の紋章／狼の怨歌

祥伝社ノン・ノベル版
1. 狼の紋章
2. 狼の怨歌
3. 狼のレクイエム 第1部
4. 狼のレクイエム 第2部

角川文庫版
ノン・ノベル版と同じ
徳間書店版（ハードカバー）
1. 狼の紋章
2. 狼の怨歌
3. 虎の里（狼のレクイエム 第1部） ※改題
4. ブーステッドマン（狼のレクイエム 第2部） ※改題
5. 黄金の少女（狼のレクイエム 第3部(1)）
6. キンケイド署長（狼のレクイエム 第3部(2)）
7. “パットン将軍”（狼のレクイエム 第3部(3)）
8. タイガーウーマン（狼のレクイエム 第3部(4)）

トクマノベルズ版
1. 狼の紋章
2. 狼の怨歌
3. 虎精の里 ※ハードカバー版3.を改題
4. ブーステッドマン
5. 黄金の少女(1) ※ハードカバー版5.を改題
6. 黄金の少女(2) ※ハードカバー版6.を改題
7. 黄金の少女(3) ※ハードカバー版7.を改題
8. 黄金の少女(4) ※ハードカバー版8.を改題
9. 黄金の少女(5) ※ハードカバー版未収録部分および「“女狼”リツコ」を収録
10. 犬神明(1)
11. 犬神明(2)
12. 犬神明(3)
13. 犬神明(4)
14. 犬神明(5)
15. 犬神明(6)
16. 犬神明(7)
17. 犬神明(8)
18. 犬神明(9)
19. 犬神明(10)

“女狼”リツコ
- 『SFマガジン』1973年2月号掲載
- 短編集『魔女の標的』（角川文庫）に収録
- 『黄金の少女(5)』（トクマノベルズ）に収録

講談社英語文庫（英訳）版
- 『Wolfcrest (狼の紋章)』上下2巻 エドワード・リプセット訳 （1985年）

ハヤカワ文庫JA版〔新版〕
1. 狼の紋章（エンブレム）
2. 狼の怨歌（レクイエム）

## 映像化作品
実写映画『ウルフガイ 燃えろ狼男』は、アダルト・ウルフガイ・シリーズの映画化作品である（当該記事を参照）。

### 狼の紋章（映画）
映画『狼の紋章』（おおかみのもんしょう）は、1973年9月1日に公開された。製作は東宝映画と東宝映像。配給は東宝。カラー、シネマスコープ。同時上映は『化石の森』。
それまでの東宝作品は健康的な娯楽映画というイメージの作品がほとんどであったが、本作は暴力的な描写や性描写、斬新な映像演出などによりそのイメージを覆し、ヤングアダルト層からの支持を集めた異色作である。特撮映画として紹介されることもあるが、特殊メイクとオプチカル撮影が主であるため、東宝特撮としては特撮描写の比重は少ない。
犬神明役の志垣太郎本人が着用する狼男のマスクは、本物のシベリアオオカミの毛を一本一本植毛して作られた。造型は安丸信行。
市地洋子は安芸晶子と改名して出演し、レイプを受ける教師を演じた。松田優作は本作品で映画初出演。
検討用台本では明の母に対する想いが強調されていたが、決定稿では寡黙でニヒルなイメージに改められた。
予算の都合からほとんどのシーンがロケ撮影となっており、校舎内のシーンは東宝本社近くにあった取り壊し間近のビルを借りて行われた。冒頭のアラスカでのシーンは、安達太良山で撮影された。

#### 映画あらすじ
女教師の青鹿晶子は満月の晩にヤクザに絡まれる犬神 明を見かけた。無抵抗で無言の犬神をナイフで刺し、逃げるヤクザたち。犬神が腹のナイフを無表情に引き抜くのを見て気を失う晶子。意識を取り戻した時には、犬神の姿は消えていた。
犬神 明は3歳の頃に人類学者である両親の研究に同行し、アラスカで狼と触れ合って暮らした。しかし、両親はスパイと疑われて抹殺され、犬神は大金持ちの伯母に引き取られた。成績優秀だが協調性がなく、暴力沙汰が絶えない犬神が博徳学園高校に転校できたのは、伯母の多額の寄付金の力だった。
青鹿晶子が担任の2年C組に編入する犬神。このクラスには東明会というヤクザの跡取りである羽黒 獰(どう)や、不良の黒田たちが在席していた。夜道で晶子と会ったことを否定し、刺された傷もない犬神。
犬神に襲いかかる黒田ら不良たち。抵抗もせずに殴られ、さほどダメージも受けないが、黒田が強姦事件を起こした事を臭いで嗅ぎ当てる犬神。うろたえた黒田は犬神をナイフで刺そうとしたが、羽黒 獰に止められた。犬神が戦う気になった時に、自分が倒すと宣言する羽黒。
心配して犬神が独居するマンションを訪れる青鹿晶子。狼のマスクを被った犬神に驚き、剥がそうとしたが、マスクは剥がれなかった。学校以外で命令するなと晶子を突き放す犬神。しかし、実は晶子は犬神の死んだ母親と瓜二つだった。
犬神に拒絶されてマンションを去った帰り道、2人組のチンピラに襲われる晶子。晶子を助けた一匹の狼が、チンピラたちを噛み殺した。新聞には「野犬」と掲載されたが、ルポライターの神 明は狼だと見抜き、「人狼」の存在を察知した。
黒田ら不良にいたぶられても無抵抗を通す犬神。いくら傷を負っても、犬神はすぐに回復した。学校が荒れる事を憂い、犬神を立てて羽黒が率いる不良グループを撲滅しようと奮い立つ一般生徒たち。だが、協調性がなく静かに生きたい犬神は運動に興味を示さなかった。不良たちに襲われ、逃げ惑う改革派の生徒や教師たち。黒田に襲われた晶子を助ける犬神。犬神を刺そうとした黒田は段差から落ち、自分のナイフが胸に刺さって死亡した。
犬神が気になるクラスメートの竜子。犬神が晶子を好いていることに嫉妬した竜子は晶子に襲いかかった。晶子を庇い、竜子に刺される犬神。ルポライターの神 明は晶子に会って人狼の特徴を伝えた。新月の今頃、人狼は精気を失い、傷も治らないという。
犬神を狙う羽黒 獰を説得しようと、ヤクザの東明会の本部を訪ねて監禁される晶子。犬神に戦う気を起こさせるために、晶子をレイプする羽黒。神 明から晶子が捕われた事を知らされた犬神は、神 明も人狼である事を見抜いた。
傷が癒えぬまま、東明会の本部に乗り込む犬神。東明会のヤクザに更なる傷を負わされながらも、晶子の元にたどり着いた犬神は、羽黒との最終決戦にも勝利したが、羽黒の日本刀に貫かれ瀕死の重傷を負った。援護に来た神 明の車で、炎上する東明会本部から脱出する犬神と晶子。晶子の膝の上に横たわる犬神はピクリとも動かなかったが、神 明は堕落した猿である人間どもには渡さないと誓い、車を走らせ続けた。

#### キャスト
- 犬神明[出典 7]：志垣太郎
- 青鹿晶子[出典 7]、犬神明の母（2役）[16]（明の母[14]）：安芸晶子
- 木村紀子[出典 8]：本田みちこ
- 羽黒獰[出典 7]：松田優作
- 黒田力也[出典 8]：伊藤敏孝
- 神明[出典 8]：黒沢年男
- 小沼竜子[出典 8]：加藤小夜子
- 大賀[出典 8]：沢井正延
- 大貫校長[出典 9]：今西正男
- 森塚教頭[出典 9]：林孝一
- 田所[8][16]：冨田浩太郎
- 馬川[8][16]：西尾徳
- 羽黒武雄[8][16]：河村弘二
- 戸崎文[8][16]：水城蘭子
- 若松[16]：小沢幹雄
- やくざの若い男たち[16]：上田耕一
- 制服の男[16]：三重街恒二
- 谷口[16]：西島明彦
- 3才の犬神明[16]：新敷きよし
- その他：堀川享、脇平政一、塩崎三樹雄、根本清和、新倉文男、中島純一
- 以下ノンクレジット
- 犬神明の父：山下賢章[要出典]
- 教師：由起卓也[要出典]、今井和雄[16]、東静子[16]

#### スタッフ
参照
- 製作：田中収
- 原作：平井和正
- 脚本：石森史郎、福田純、松本正志
- 音楽：眞鍋理一郎
- 撮影：上田正治
- 美術：竹中和雄
- 録音：伴利也
- 照明：佐藤幸次郎
- 編集：武田勲
- 助監督：奈良正博
- 製作担当者：森知貴秀
- スチール：橋山直己
- 効果：東宝効果集団
- 合成：三瓶一信
- 監督：松本正志

#### 映像ソフト
- 2006年10月27日、DVDが発売された。オーディオ・コメンタリー：松本正志監督
- 2014年2月7日、期間限定プライス版として再発売された。
- 2015年8月19日、東宝DVD名作セレクションとして再発売された。

### ウルフガイ（OVA）
『狼の怨歌』から『狼のレクイエム』第2部までを原作にしたアニメーション。1992年よりバンダイビジュアルより発売。全6巻。

#### キャスト（OVA）
- 犬神明：森川智之
- 神明：堀内賢雄
- 青鹿晶子：佐々木優子
- 虎四（林芳蘭）：横山智佐
- 林石隆：麦人
- 虎両（林梨花）：川村万梨阿
- 西条恵：郷里大輔
- ドランケ：西村知道
- チーフスン：大滝進矢
- 沢恵子：佐々木優子 → 勝生真沙子
- サミュエル・ハンター：沢木郁也
- エリー・ハンター：横山智佐
- 大和田教授：龍田直樹
- 石塚医師：高木渉
- 三木看護婦：水原リン
- 福田：広瀬正志
- 虎五：鈴木勝美

#### スタッフ（OVA）
- 監督：吉永尚之
- 脚本：藤井紀和
- キャラクターデザイン：つるやまおさむ
- キャラクター原案：高橋留美子（ノンクレジット）[23]
- 絵コンテ：吉永尚之
- 作画監督：青野厚司、寺島みどり、梶谷光春、越智信次、高見明男、つるやまおさむ
- 演出：中村喜則、滝川和男、中山晴夫、まつもとよしひさ
- 美術監督：地蔵本拓、金村勝義、稲葉靖之
- 撮影監督：高橋明彦
- 音響監督：田中英行
- 色彩設定：和田秀美
- 編集：JAY FILM
- 音楽：川井憲次

#### 主題歌（OVA）
オープニングテーマ「君の生き方をつらぬいて」
作詞 - 松本隆 / 作曲・歌 - 五十嵐浩晃 / 編曲 - 清水信之
エンディングテーマ「愛のためにぼくが出来ること」
作詞 - 松本隆 / 作曲・歌 - 五十嵐浩晃 / 編曲 - 萩田光男
- 1996年にバップよりサントラCDが発売されている。収録されているのは本作の他、「乱れからくり」。

#### サブタイトル（OVA）
- Vol.1 不死鳥作戦（フェニックス・オペレーション）
- Vol.2 怨歌
- Vol.3 血の轍
- Vol.4 錯綜
- Vol.5 永訣
- Vol.6 レクイエム

## 関連作品

### 小説
アダルト・ウルフガイ・シリーズ
ウルフガイの原点。主人公は同名の犬神明（狼男）だが、年齢・個性その他が大きく異なる。一人称小説である（ウルフガイは三人称）。ウルフガイに登場する神明（じん あきら）と、よく似た存在（『ウルフランド』、『女神變生』では、両者が別人として存在する）。
「人狼、暁に死す」における、瀕死の少年が輸血によって不死身の肉体を獲得する、というモチーフ（先行して池上遼一作画版の漫画『スパイダーマン』に用いられた）が、リメイク版漫画『ウルフガイ』に取り入れられている。

悪徳学園
短編小説。犬神明は中学生だが、この時は一人称でもあり、性格はアダルト犬神明と変わらない（『ウルフランド』、あとがき小説「ビューティフル・ドリーマー」、『女神變生』ではウルフガイ、アダルト・ウルフガイの主人公とあわせ3人の犬神明が別人として存在する）。この短編を経て、「ウルフガイ」が誕生する。

ウルフランド
「奇想天外」誌に連載されたウルフガイ番外編。スペシャル・ウルフガイ劇場と銘打たれた遊び心あふれる短編7編とエッセイを収録。

狼のエンブレム
大橋薫、ウルフガイ・プロジェクト企画による「狼のレクイエム 第2部」の続編漫画。後にウルプロスクリプト部(story by 丹下真弓　novelized by 田北志津子　平井和正原作・構成)による小説版が発表された。

あとがき小説「ビューティフル・ドリーマー」
幻魔大戦シリーズの執筆を中断し、ウルフガイシリーズの再開『狼のレクイエム第3部・黄金の少女』執筆に至るプロセスを小説化したもの。『高橋留美子の優しい世界』に収録。

女神變生
『狼の紋章』の青鹿晶子の転生?神童子晶子（旧姓・青鹿（おおか））を主人公に、彼女を女神として覚醒させるためウルフガイやその他平井和正作品の登場人物たちが騒動を繰り広げる。

月光魔術團
バイオテクノロジーによって作り出された人造神話人種「犬神メイ」の活躍とそれに巻き込まれた「鷹垣人美」、真黒獰などの人々についての作品。

ウルフガイDNA
『月光魔術團』の続編。前作の主人公「犬神メイ」の大親友「鷹垣人美」の活躍する作品。

幻魔大戦DNA
『ウルフガイDNA』の続編。「鷹垣人美」の活躍する作品。作品内に、犬神明を始めとするウルフガイの登場人物たちが出演。実質、ウルフガイの直接の続編。

幻魔大戦deep
青鹿晶子という名の女性が登場。

幻魔大戦deepトルテック
「幻魔大戦」ワールドと「ウルフガイ」ワールドのクロスオーバー作品。

### その他
生賴範義画集〈狼男達〉
生頼範義によるウルフガイ・シリーズを中心とした平井和正作品の画集。

## その他
- 1970年、「『狼男だよ』改竄事件」により、あらゆる小説の仕事から干されてしまった。内田勝が自分の窮状を見かねて、『ぼくらマガジン』でウルフガイの連載に至った。陽気なアダルト・ウルフガイに対し、ウルフガイが暗く鬱屈しているのは、当時の自分の状況が反映されているからではないか?、と言った意味のことを平井は書いている[24]。
- 小説作品のタイトルは、最初に出版されたハヤカワ文庫版の『狼の紋章』には「紋章」に「エンブレム」とルビが振られている。平井は当初「怨歌」にも「レクイエム」とルビを振っていたが、実際に出版された本にはルビが脱落してしまった[25]（のちにハヤカワ文庫JA版〔新版〕『狼の怨歌』で「レクイエム」のルビが実現している）。そのため以降の作品名を『狼のレクイエム』で統一したが、後の版では副題がつき、トクマノベルズ版にいたっては『狼のレクイエム』のタイトルも消えてしまった。なお「紋章」には「もんしょう」、「怨歌」には「えんか」とルビが振られている。
- 1984年の平井和正と高橋留美子との対談（『語り尽せ熱愛時代』として書籍化）で高橋が大好きなキャラクターである虎4への思い入れを語ったことが、1975年以降中断していたウルフガイ復活のきっかけとなった。そのお礼として『黄金の少女』冒頭には「ウルフの女神様」へのメッセージが添えられている。
- 「狼のレクイエム」登場時のブーステッドマンは、不死身人間（犬神明を始めとする狼人間等）の血清を注射投与し、肉体強化した特殊部隊コマンドである。ただし、技術的未完成の部分があったものか、その能力が維持できる時間は短く、コマンドたちは再度の血清注射のためのアンプルを複数持ち歩いていた。基本的には、身体的能力を強化されただけで普通人と変わらない。
- 「ウルフガイ」シリーズにおける強化人間は、その後のシリーズ「犬神明」にて、不死鳥結社はより高性能の強化人間兵士を敵対勢力との抗争に投入するに至っている。その実態は、生死を問わず、組織により確保された不死身種族の者の細胞から、クローン分身を作り出し、脳内に制御装置としての電脳機器を設置することで、生理機能・意志を完全に制御するものであり、戦闘能力は犬神明を始めとする不死身種族の能力を遥かに凌駕する。こうした強化人間兵士のひとりである、かつての犬神明の同志・虎4こと林芳蘭のクローン“BEE”がいくつかの偶然から、電脳支配から脱し、自我を取り戻したことが物語の鍵となっていく。物語では、不死鳥結社は不死性の解明をほぼ達成しており、他にも組織の技術により、不老長寿を達成した幹部、不死身のサイボーグ犬、個性を人工の肉体に移植した人物等が登場する。
- パラレルワールドともいえる「アダルト・ウルフガイ」シリーズの一編である「人狼、暁に死す」では、犬神明から輸血を受けた少年が超人的な肉体を手に入れて明と対決するエピソードが描かれている。いわば偶発的に誕生したブーステッドマンであるが、これについては以前に発表した別の作品（日本版スパイダーマン）のリメイクであり、この発想をフィードバックしたものが前項のウルフガイ版ブーステッドマンであるといえる。かどたひろし版『Wolf Guy』では、このエピソードに林が明の血液を採取してブーステッドマン部隊を作ろうとする描写がある）。